# Román A. Pérez-Moreau
Dr. Román Alberto Pérez-Moreau ( 1905 - 1971 ) fue un botánico argentino, experto en Umbeliferas de Argentina.

## Algunas publicaciones

### Libros
- enrique amadeo Campos, roman a. Pérez Moreau. 1943. Flora de Nahuel Huapí y Lanin. Ed. Soc. Argentina de Horticultura
- alberto Castellanos, roman a. Pérez Moreau.1944. Los tipos de vegetación en la República Argentina. Ed. Tucumán : Universidad Nacional de Tucumán
- 1959. Reseña botánica sobre el Lago Argentino. Ed. 	Instituto Nacional del Hielo Continental Patagónico. 35 pp. + xxvi láms.

- La abreviatura «Pérez-Mor.» se emplea para indicar a Román A. Pérez-Moreau como autoridad en la descripción y clasificación científica de los vegetales.[1]